# Кинонаграда MTV Russia за самую зрелищную сцену
Кинонаграда MTV Russia за лучшую драку или сражение вручалась ежегодно каналом MTV Россия с 2006 по 2009 года. В 2007 году номинация называлась «Лучшая экшн-сцена».

## Список лауреатов и номинантов
★ Победители выделены цветом. 
| Год  | Церемония | Зрелищная сцена                                                                                                 | Фильм                        | Режиссёр            |
| ---- | --------- | --- | ---------------------------- | ------------------- |
| 2006 | 1-я       | ★ Крушение зданий в Москве, день рождения Егора                                                                 | «Дневной Дозор»              | Тимур Бекмамбетов   |
| 2006 | 1-я       | • Боксерский поединок на стадионе, бой за звание чемпиона мира                                                  | «Бой с тенью»                | Алексей Сидоров     |
| 2006 | 1-я       | • Крушение самолета на аэродроме в Афганистане                                                                  | «9 рота»                     | Фёдор Бондарчук     |
| 2006 | 1-я       | • Морской бой, торпедирование немецкого конвоя                                                                  | «Первый после Бога»          | Василий Чигинский   |
| 2006 | 1-я       | • Эраст Фандорин и Варя Суворова летят на воздушном шаре                                                        | «Турецкий гамбит»            | Джаник Файзиев      |
| 2007 | 2-я       | ★ Уничтожение фашистской военной базы советскими детьми-диверсантами; финальный бой                             | ★ «Сволочи»                  | Александр Атанесян  |
| 2007 | 2-я       | • Мойдодырку выкидывают на полном ходу из милицейского УАЗа                                                     | «Точка»                      | Юрий Мороз          |
| 2007 | 2-я       | • Перестрелка в придорожной шашлычной города Шантарска                                                          | «Охота на пиранью»           | Андрей Кавун        |
| 2007 | 2-я       | • Саша срубает невидимым клинком сосны и хвост пролетающего мимо вертолета                                      | «Меченосец»                  | Филипп Янковский    |
| 2007 | 2-я       | • Старец Анатолий прогоняет с острова девушку, пришедшую за благословением на аборт                             | «Остров»                     | Павел Лунгин        |
| 2008 | 3-я       | ★ Лунной ночью Майя танцует с воображаемым другом Феем                                                          | «В ожидании чуда»            | Евгений Бедарев     |
| 2008 | 3-я       | • Вадик и Полкило с обескураженным видом рассматривают проституток                                              | «Самый лучший фильм»         | Кирилл Кузин        |
| 2008 | 3-я       | • Ираклий спасает пьяного мужчину-«пограничника» от падения с заснеженной крыши                                 | «Ирония судьбы. Продолжение» | Тимур Бекмамбетов   |
| 2008 | 3-я       | • Мари, выйдя из отеля в нижнем белье и развевающемся плаще, расстреливает из пистолета приспешников террориста | «Код Апокалипсиса»           | Вадим Шмелёв        |
| 2008 | 3-я       | • Сцена в спальне капитана Журова: на кровати лежат несколько покойников и рыдающая пленница                    | «Груз 200»                   | Алексей Балабанов   |
| 2009 | 4-я       | | «Адмиралъ»                   | Андрей Кравчук      |
| 2009 | 4-я       | | «Домовой»                    | Карен Оганесян      |
| 2009 | 4-я       | | «Индиго»                     | Роман Прыгунов      |
| 2009 | 4-я       | | «Реальный папа»              | Сергей Бобров       |
| 2009 | 4-я       | | «Стиляги»                    | Валерий Тодоровский |